# Vaslui
Vaslui [vasˈluj] (deutsch Wassluy) ist eine Stadt in Rumänien und ist Kreishauptstadt im gleichnamigen Kreis. Die Stadt hatte im Jahr 2021 ungefähr 63.000 Einwohner.

## Geschichte
Das erste Mal erwähnt wird die Stadt im Jahr 1435, als Iliaș I. Woiwode der Moldau wurde. In den Jahren 1439 und 1440 eroberten die Tataren die Moldau, und die Stadt brannte nieder. Am 10. Januar 1475 besiegte der moldauische Fürst Ștefan cel Mare in der Schlacht bei Vaslui eine osmanische Invasionsarmee. In der Stadt existierte eine große jüdische Gemeinschaft. Diese wurde im Holocaust und durch spätere Auswanderungen in der kommunistischen Ära dezimiert.

## Wirtschaft
Die Arbeitslosenquote in Vaslui lag Mitte 2003 bei 15,1 % und zählt damit zur höchsten des Landes.
Durch den Reichtum an Rotwild entsteht ein bescheidener Jagd-Tourismus.

## Sport
Der FC Vaslui ist eine Fußballmannschaft in der rumänischen Liga 1.

## Sehenswürdigkeiten
Herausragende Sehenswürdigkeiten sind unter anderem die Ruinen des Prinzenpalastes und die Sf. Ioan Baptisten Kirche (Tăierea Capului Sf. Ioan Botezătorul, 1490 errichtet). Beide wurden von Ștefan cel Mare (Stephan der Große) gebaut. Der Mavrocordat-Palast (heute „Palatul Copiilor“), 1890 von einem Nachfolger des Fürsten Constantin Mavrocordat errichtet.

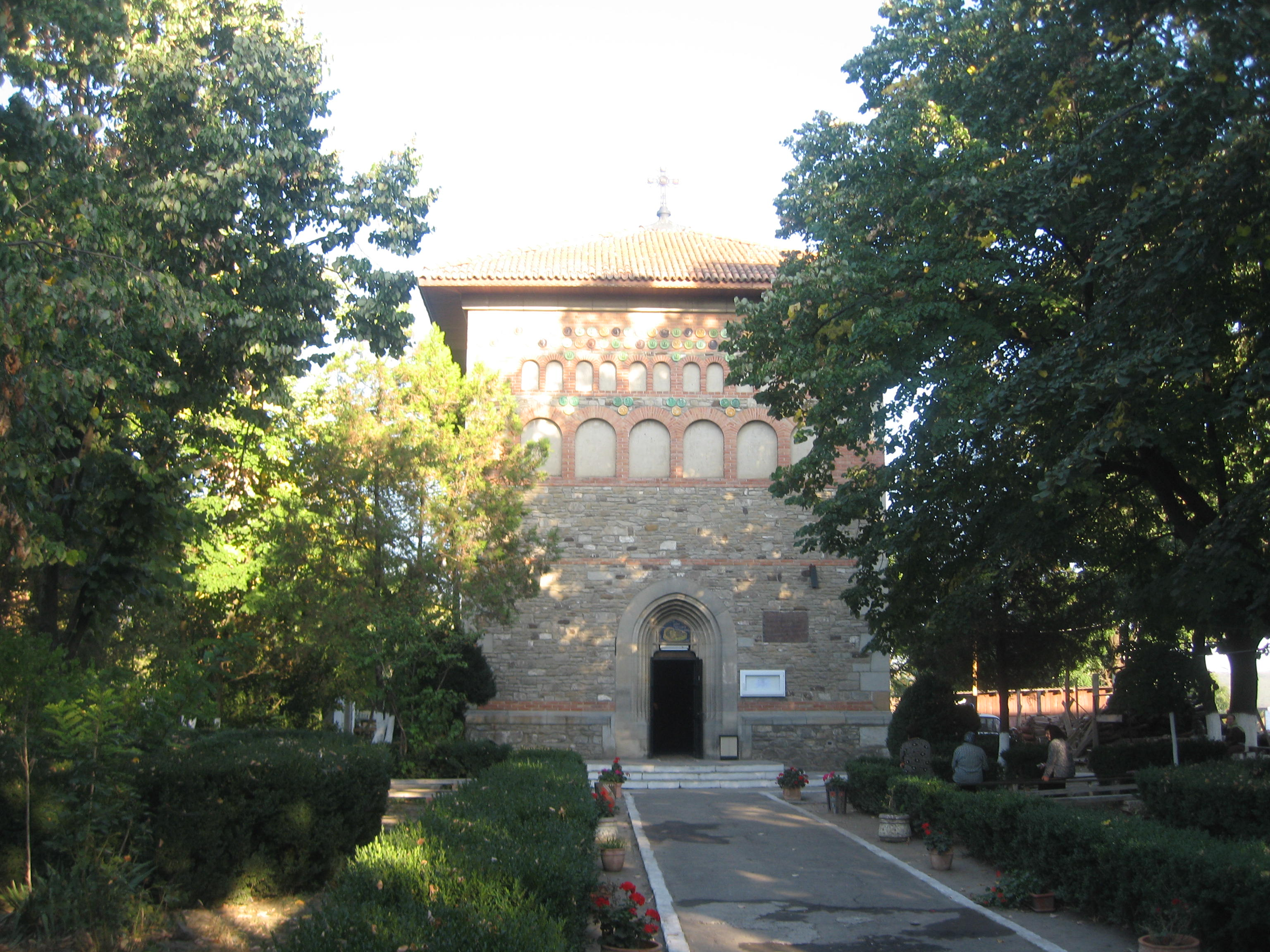
Kirche Tăierea Capului Sf. Ioan Botezătorul
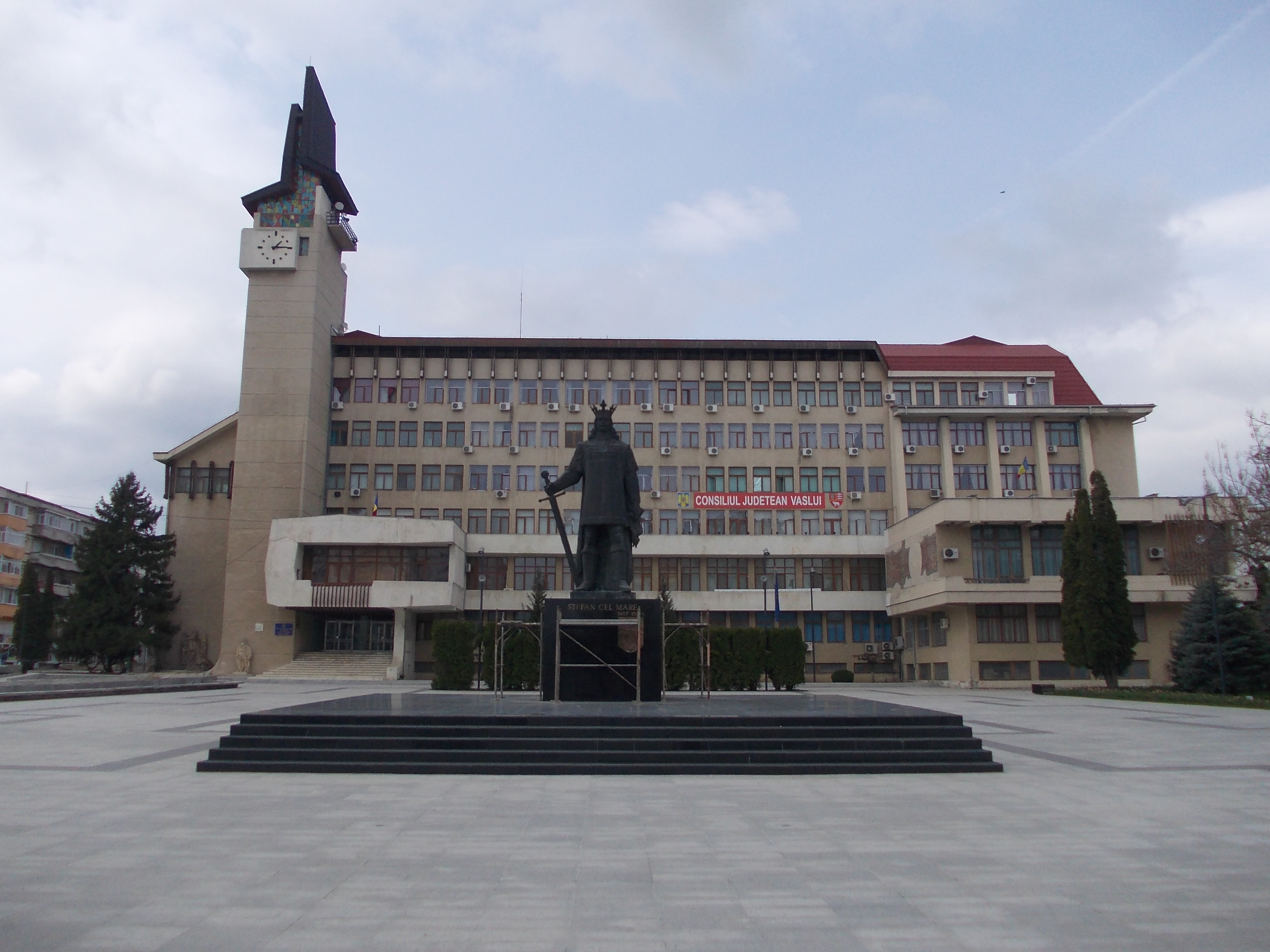
Verwaltungsgebäude des Kreises Vaslui
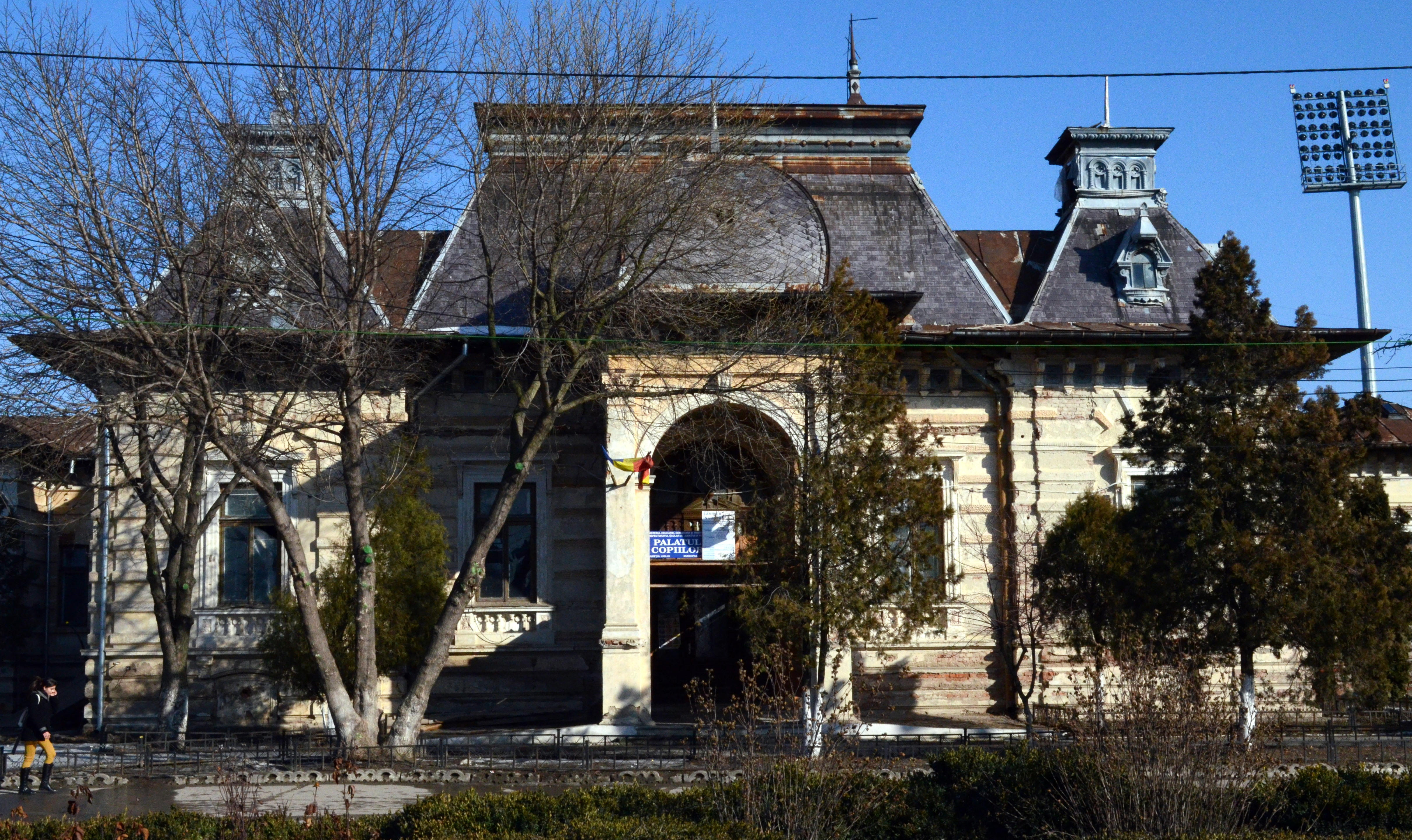
Mavrocordat-Palast

## Persönlichkeiten
- Theodor Rosetti (1837–1923), Schriftsteller, Journalist, Jurist, Diplomat, Politiker und Staatsmann
- Constantin Țurcanu alias Peneș Curcanul (1854–1932), Freiheitskämpfer[6]
- Gheorghe Mironescu (1874–1949), Politiker
- Stan Golestan (1875–1956), Komponist
- Constantin Tănase (1880–1945), Schauspieler[7]
- Valentin Silvestru (1924–1995), Theaterkritiker und -wissenschaftler, Dramatiker, Regisseur, Journalist, Prosaautor und Essayist
- Daniel Florea (* 1975), Fußballspieler
- Mihai Artene (* 1977), Fußballschiedsrichterassistent
- Lora (* 1982), Sängerin
- Alexandra Nechita (* 1985), Künstlerin[8]
- Dragoș Grigore (* 1986), Fußballspieler
- Laura Vass (* 1988), Manele-Sängerin
- Vasile Mogoș (* 1992), Fußballspieler
- Demis Grigoraș (* 1993), Handballspieler
- Lorena Ostase (* 1997), Handballspielerin
- Mihăiță Micu (* 1999), Leichtathlet
- Louis Munteanu (* 2002), Fußballspieler

## Städtepartnerschaften
Vaslui unterhält Städtepartnerschaften mit:
- San Fernando de Henares, Spanien
- Radoviš, Mazedonien
- Cahul, Republik Moldau
- Quarrata, Italien